# Strage della galleria Santa Lucia
La strage della galleria Santa Lucia, occorsa la mattina di lunedì 24 maggio 1999, venne causata dall'incendio del treno 1681, proveniente da Piacenza e diretto a Salerno, all'interno della Galleria Santa Lucia della linea ferroviaria Napoli-Salerno; l'incendio venne provocato da ultras della tifoseria salernitana e causò la morte di 4 persone e il ferimento di altre.

## Storia
Domenica 23 maggio 1999 si svolse l'ultima partita del campionato di Serie A tra il Piacenza e la Salernitana, finita in pareggio, che decretò la retrocessione di quest'ultima in Serie B. Alla fine della partita ci furono vari scontri tra tifoserie e calciatori. Intervennero le forze dell'ordine per riportare la calma in campo e sugli spalti nonché per condurre i 1.500 tifosi della Salernitana fuori dallo stadio Garilli fino alla stazione di Piacenza, dove era stato predisposto il treno numero 1681, con sedici carrozze, diretto alla stazione di Salerno; per la scorta erano stati previsti 12 agenti di polizia. All'interno delle vetture si scatenarono subito disordini d'ogni genere; il treno, previsto alle 20:04, partì alle 23:00 circa. Durante il viaggio vennero scardinati e scaricati gli estintori, strappati i sedili e rotti i finestrini; il treno si fermò spesso a causa dell'indebito azionamento dei freni d'emergenza. Nella stazione di Bologna i facinorosi si rifornirono di pietre che lanciarono poi lungo il percorso causando danni a Grizzana Morandi, a Prato, a Firenze Campo di Marte, a Roma e a Napoli. A Nocera Inferiore vennero lanciati sassi contro le abitazioni e i veicoli e, infine, all'interno della Galleria Santa Lucia venne appiccato un incendio che divampò rapidamente. I macchinisti cercarono di far uscire il treno dalla galleria ma questo si arrestò a causa dei freni a mano serrati quando metà convoglio era ancora dentro. I vigili del fuoco furono costretti a operare con molte difficoltà per spegnere il rogo all'interno della galleria e recuperare le salme dal quinto vagone. Molti tifosi, per sfuggire all'ampliamento del rogo, erano già saltati giù dai finestrini.

## Le vittime
Vittime della strage furono Vincenzo Lioi, di 15 anni, Ciro Alfieri, di 16 anni, Giuseppe Diodato e Simone Vitale, di 23 anni. Venti persone vennero ricoverate per le ferite, mentre due agenti furono intossicati dal fumo dell'incendio.

## Le indagini
Il sospetto degli inquirenti si appuntò sui più facinorosi tra gli ultrà che avrebbero appiccato l'incendio per creare un diversivo atto a impedire l'arresto dei più violenti da parte delle forze dell'ordine all'arrivo nella stazione di Salerno. Il pubblico ministero, Di Florio, nel corso degli interrogatori ricavò una rosa di nomi tra i possibili responsabili dell'incendio. Si parlò anche di un candelotto fumogeno come possibile innesco.

## Il processo
Furono condannati a 8 anni di carcere Raffaele Grillo, di 20 anni, e Massimo Iannone, di 22 anni. Francesco Fiammenghi, di 23 anni, accusato di danneggiamenti, fu condannato invece a 8 mesi. Furono assolti «per non aver commesso il fatto» Bianca Sammarco, la funzionaria di turno delle Ferrovie dello Stato accusata di disastro colposo, e Tommaso Campanella, ispettore della Polfer.